# Salomon
Salomon Group és una empresa francesa de fabricació de roba esportiva amb seu a Annecy. Va ser fundada l'any 1947 per François Salomon al cor dels Alps francesos en un taller de fabricació de material d'esquí. Salomon Group forma part d'Amer Sports, propietat des del 2019 del grup xinès ANTA Sports, amb marques germanes com Wilson, Atomic, Sports Tracker, Suunto, Precor i Arc'teryx.
Actualment, Salomon fabrica productes per a tot el món de diversos esports a l'aire lliure com ara trail running, senderisme, escalada, raids d'aventura, esquí i surf de neu.